# 北大阪急行電鉄
北大阪急行電鉄株式会社（きたおおさかきゅうこうでんてつ、英: KITA-OSAKA KYUKO RAILWAY CO.,LTD.）は、大阪府吹田市・豊中市・箕面市において南北線を運営している鉄道事業者である。通称は北大阪急行で、略称は北急（きたきゅう、Kitakyu）。
千里ニュータウンと日本万国博覧会（大阪万博）の会場アクセスのために阪急電鉄や大阪府などの出資で設立された第三セクター鉄道会社である。阪急電鉄の子会社で、阪急阪神ホールディングスの連結子会社でもあり、阪急阪神東宝グループ所属企業の一つとなっている。全営業区間は8.4kmと短いが、準大手私鉄に分類されている。本社所在地は大阪府豊中市寺内二丁目4番1号で、緑地公園駅に併設している。
社紋は「輸送の安全と平和」を二羽のハトで象徴すると共に、ハトの姿をかりて北大阪急行の「北」と「大」の文字を表している。コーポレートカラーは赤■（乗り入れ先の御堂筋線に準じた色）とマルーン■（親会社の阪急電鉄の阪急マルーンに準じた色）のツートンカラー。

## 概要
北大阪急行電鉄は1967年（昭和42年）12月11日に当時の京阪神急行電鉄（後の阪急電鉄。以下「阪急」と略す）の子会社として設立された。路線は当初、相互直通運転を行っている地下鉄御堂筋線（当時は大阪市営地下鉄1号線、現在のOsaka Metro）の延伸線、そして日本万国博覧会（大阪万博）会場への路線として計画された。現在はベッドタウンとして千里丘陵に開発された千里ニュータウンから、梅田や淀屋橋などの大阪市中心部への通勤・通学路線としての役割も担っている。
当初計画では、御堂筋線のこの地域への延長は早くて1971年度を想定していた。だが、1965年（昭和40年）に日本万国博覧会の千里丘陵での開催が決定し事態は一変する。会場へのアクセス路線として重要視されたため、地下鉄6号線（現・堺筋線）・阪急千里山線（現・千里線）延長線ともども早期着工を促されたのである。
しかし、大阪市側の動きは遅かった。大阪市域外のため、当該自治体である吹田市ならびに豊中市との協議が必要となるうえに大阪府の補助金が出ないことや、そもそも市域外に地下鉄を建設すること（計画自体は戦前から榎坂への延伸計画があったが）に対する市民の理解を得られるかという懸念、建設費と万博閉幕後に発生するであろう莫大な赤字、そして御堂筋線のパンクなど、これらがネックであった。そのため、「会場輸送は江坂駅からのバスで十分」という態度をとった。同時に依頼されていた阪急も同様の考えであり、早々と自社線の会場への直接の延伸は諦めていた。路線計画に積極的だったのは財団法人日本万国博覧会協会と府、消極的だったのは市と阪急であった。
1966年（昭和41年）11月、路線延伸計画に積極的だった協会と府側は協会副会長菅野義丸を通して三木武夫通産兼万博担当大臣に国による調停を要請する。翌1967年（昭和42年）2月、通産省の案が打ち出され（前年12月に菅野和太郎が通産兼万博担当大臣に就任）、市と阪急に改めてプラン呈示を要求。大阪市は建設費を120億 - 206億円と試算し、阪急は86億 - 115億円と試算した。その結果、比較的費用を安く抑えられる阪急案が採用され、同年6月、路線自体も阪急主導で建設されることになり、大阪市営地下鉄御堂筋線延伸による万博会場乗り入れが漸く決定する。
南北線は主要地方道大阪箕面線と、会場線は中国自動車道・主要地方道大阪中央環状線と一体で建設されたものの、軌道法ではなく地方鉄道法での建設となった。
1970年（昭和45年）2月24日、南北線・会場線 江坂 - 千里中央（仮駅） - 万国博中央口間が開業。万国博開催中、千里中央（仮駅） - 万国博中央口駅間は、現在の中国自動車道の上り線部分を会場線として使用した。万国博閉幕後の同年9月14日、会場線千里中央（仮駅） - 万国博中央口間が廃止され、現在の千里中央駅が開業（駅そのものは事前に建設済み）。会場線廃線跡のうち地上部分は中国自動車道上り線に転用され、トンネル部分は資材置き場として現存している（→大阪万博の交通も参照）。また、万国博会場への大量な旅客輸送での収益で建設費を償却できたことに加え、会場線の撤去費用は跡地に中国自動車道の建設が決定済みだったので国が負担し、北大阪急行としてはほとんど支出が無かったことは、現在も初乗り運賃（2017年〈平成29年〉4月1日現在100円）を低金額で設定できている理由の一つである。

## 歴史
- 1966年（昭和41年）
  - 5月23日 - 日本万国博覧会会場第4回計画委員会にて会場中心部シンボルゾーン付近に中央口駅を置く大阪市内直結の鉄軌道新設の想定案が作成される[8]。
  - 8月 - 万国博鉄軌道問題懇親会にて大阪市営地下鉄1号線乗り入れを前提とする要望書を万国博協会に提出[8]。
  - 10月15日 - 万国博会場基本計画の周辺アプローチ計画にて地下鉄1号線を用いた江坂-上新田間の永久路線と上新田-会場中央口間の仮路線による新設鉄軌道計画が盛り込まれる[8]。
- 1967年（昭和42年）
  - 2月：万国博会場アクセスの地下鉄1号線延長案について通商産業省が江坂-会場中央口間10kmの大阪府・大阪市・阪急・関西電力による新会社または公社での建設運営を行う案を発表[5]。
  - 6月20日： 政府の万国博関係閣僚協議会にて江坂-上新田-会場間の鉄道建設方針を正式決定[5]。
  - 6月28日：運輸大臣・通産大臣・大阪府知事・大阪市長・阪急社長が東京で会合し地下鉄1号線延伸による万博会場乗り入れ案に合意[5]。
  - 7月28日：江坂 - 上新田間・上新田 - 万国博会場間の鉄道敷設免許申請を提出[5]。
  - 10月13日：地方鉄道敷設免許取得[9]。
  - 12月11日：会社設立[9]。大阪市が新大阪-江坂間、北大阪急行電鉄が江坂-上新田間の南北線5.8kmと上新田-万国博中央口間の会場線3.6kmの建設を決定。
- 1968年（昭和43年）
  - 7月9日：鉄道工事施工認可[5]。
  - 7月16日：着工[10]。
  - 8月31日：日本万国博覧会協会と会場線について建設運営協定を結ぶ。
- 1969年（昭和44年）[5]
  - 6月27日：日本万国博覧会協会と会場線建設運営の契約書を結ぶ。
  - 9月26日：試運転開始。
- 1970年（昭和45年）[5]
  - 2月24日：南北線・会場線 江坂 - 千里中央（仮駅） - 万国博中央口間開業。
  - 9月14日：会場線 千里中央（仮駅） - 万国博中央口間廃止。現在地の千里中央駅に乗り入れ。
  - 12月15日：会場線の撤去を完了。
- 1975年（昭和50年）3月30日：緑地公園駅開業。
- 1986年（昭和61年）7月1日：8000形ポールスター運転開始。
- 1987年（昭和62年）：中小私鉄から準大手私鉄に昇格する。
- 1993年（平成5年）
  - 夏頃：自社線内（相互乗り入れ区間の地下鉄御堂筋線も含む）冷房化率100%達成。
  - 10月1日：自社線内での車内放送の自動放送開始。
  - 10月2日：2000形運転終了。
- 1996年（平成8年）3月20日：阪急ほか3社局と共通乗車カードシステム「スルッとKANSAI」開始[11]。
- 2004年（平成16年）7月1日：駅番号制を導入。
- 2006年（平成18年）
  - 2月1日：PiTaPa導入。同時にJR西日本のICOCAも利用可能に。
  - 7月1日：PiTaPa対応カードを用いた定期券サービス「PiTaPa定期サービス」開始。
- 2013年（平成25年）3月23日：交通系ICカード全国相互利用サービスへの対応を開始し、Kitaca、PASMO、Suica、manaca、TOICA、nimoca、はやかけん、SUGOCAが利用可能になる。
- 2014年（平成26年）4月28日：9000形ポールスターII運転開始[12]。
- 2015年（平成27年）12月25日：千里中央 - 箕面船場（当時の仮称。後の箕面船場阪大前）間の第一種鉄道事業の許可と箕面船場 - 新箕面（当時の仮称。後の箕面萱野）間の軌道事業の特許を取得[13]。
- 2017年（平成29年）
  - 1月19日：千里中央 - 新箕面間着工[14]。
  - 4月1日：大阪モノレールとのIC連絡定期券を発売[15]。
- 2018年（平成30年）7月24日：延伸区間の新設2駅の名称が、箕面船場阪大前駅（仮称：箕面船場駅）、箕面萱野駅（仮称：新箕面駅）に決定[16]｡
- 2019年（平成31年）3月1日：北大阪急行電鉄においてプリペイド式ICカード「ICOCA」、および「ICOCA定期券」を発売開始[17]。
- 2024年（令和6年）3月23日：千里中央 - 箕面萱野間が開業[18]。
- 2025年（令和7年）3月1日：全駅においてクレジットカードやデビットカード等のタッチ決済による乗車が可能になる[19][20][21]。

## 路線

北大阪急行電鉄路線図

駅の一覧・運行形態などは以下の項目を参照のこと。
営業中
- 南北線：江坂 - 箕面萱野 8.4 km

廃止
- 会場線（東西線）：分岐点 - 万国博中央口 3.6 km（1970年9月14日廃止）

## 車両

### 自社車両
2000形と8000形は阪急系列のアルナ工機製であったが、9000形は近鉄系列の近畿車輛製である。
- 8000形（ポールスター。1986年 - ）
- 9000形（ポールスターII。2014年 - ）[23]

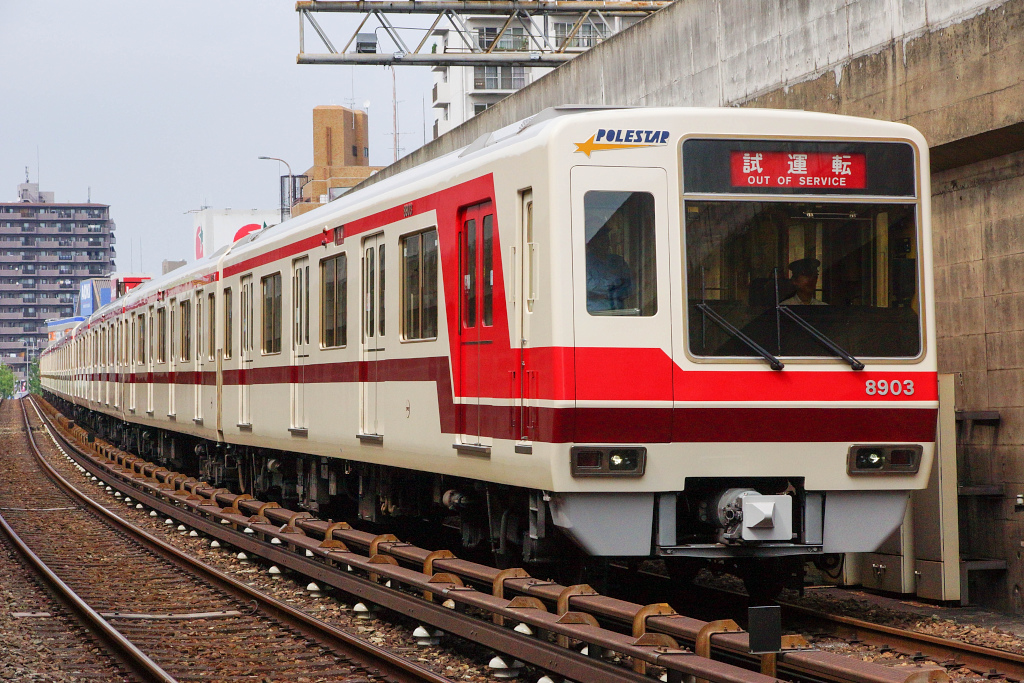
8000形
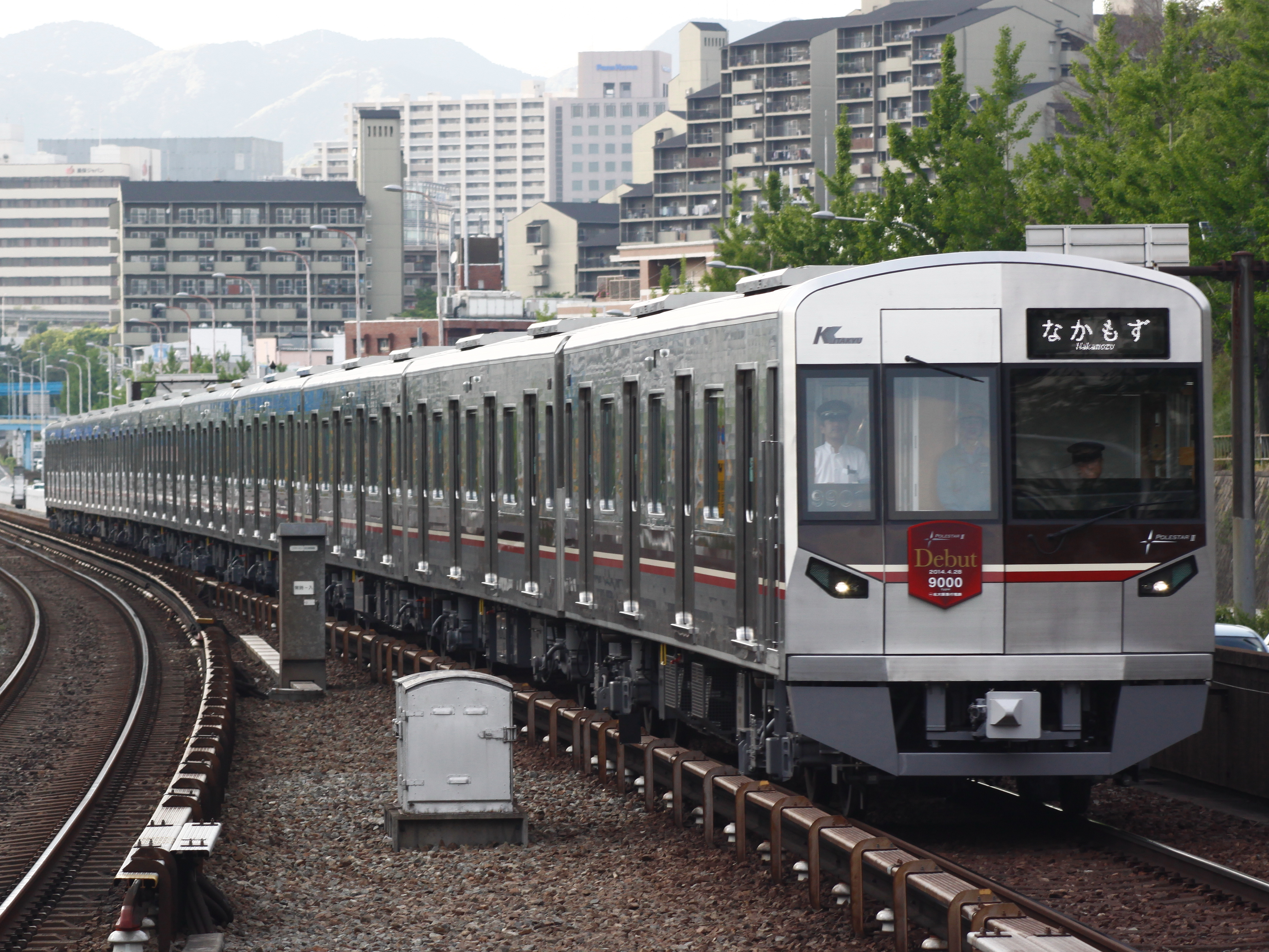
9000形
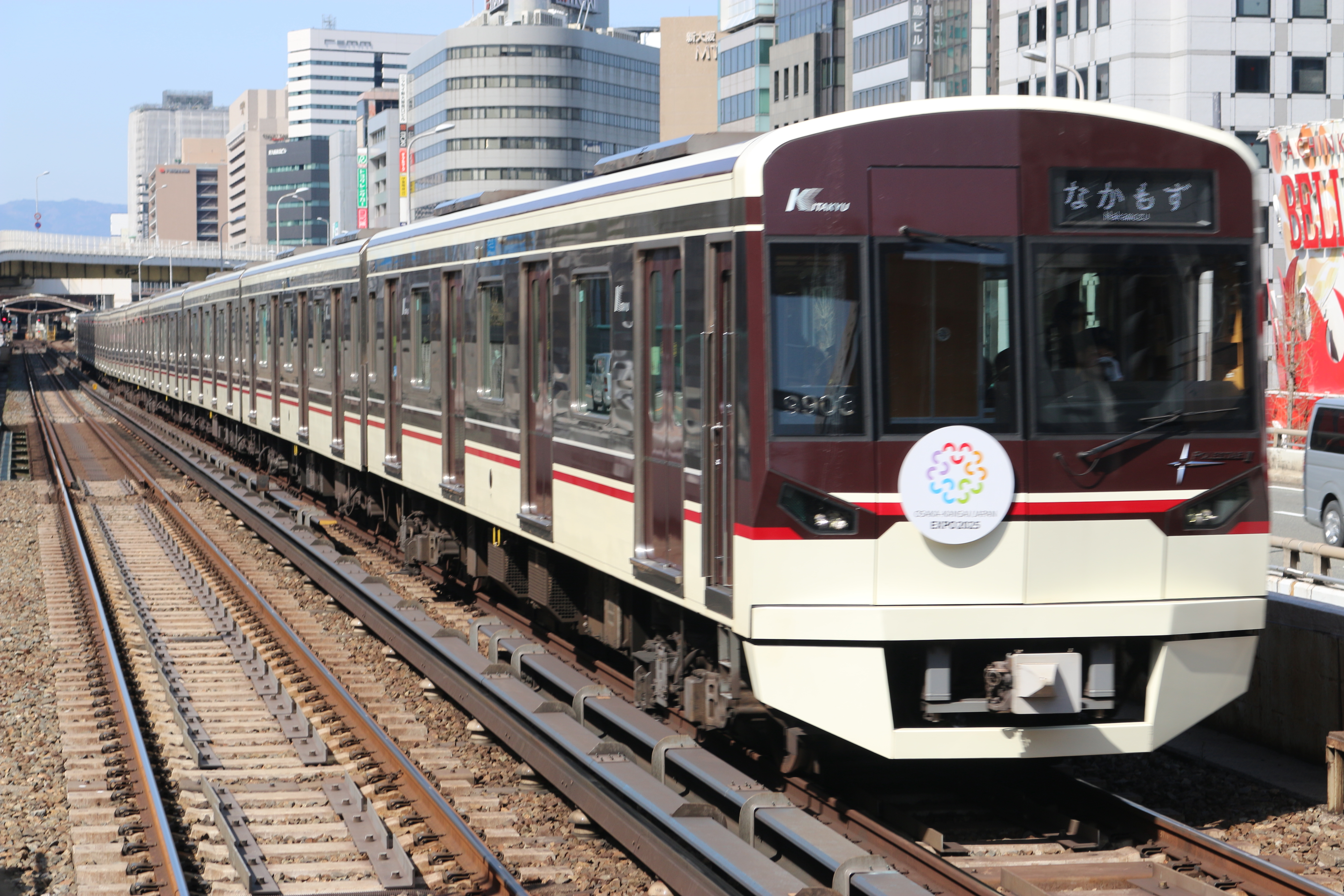
9000形（第3編成）

#### 過去の車両
- 7000・8000形（1969年 - 1970年）
- 2000形（1969年 - 1993年）

### 乗り入れ車両
- 大阪市高速電気軌道 (Osaka Metro)
  - 30000系（2011年 - ）
  - 21系（1991年 - ）

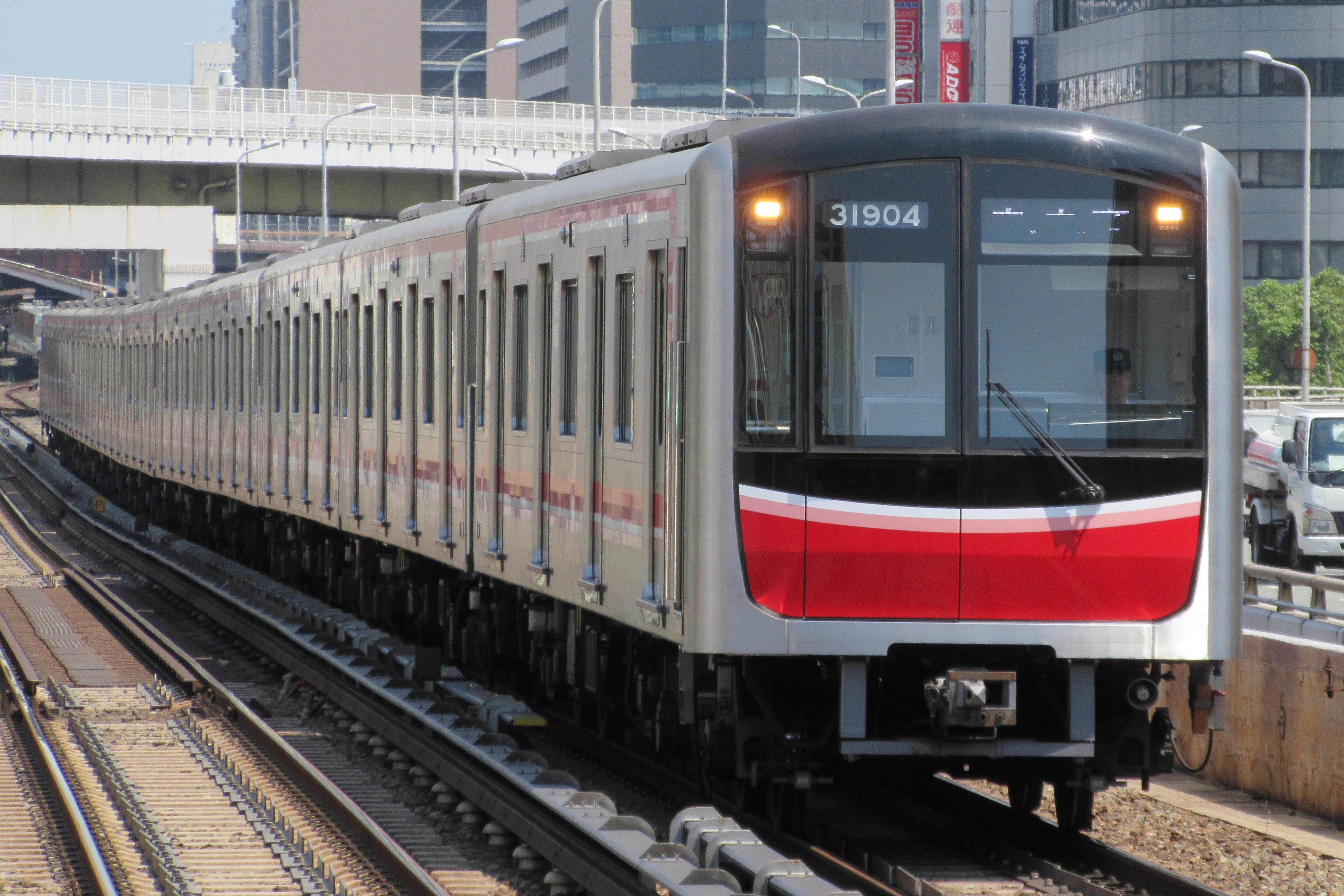
30000系
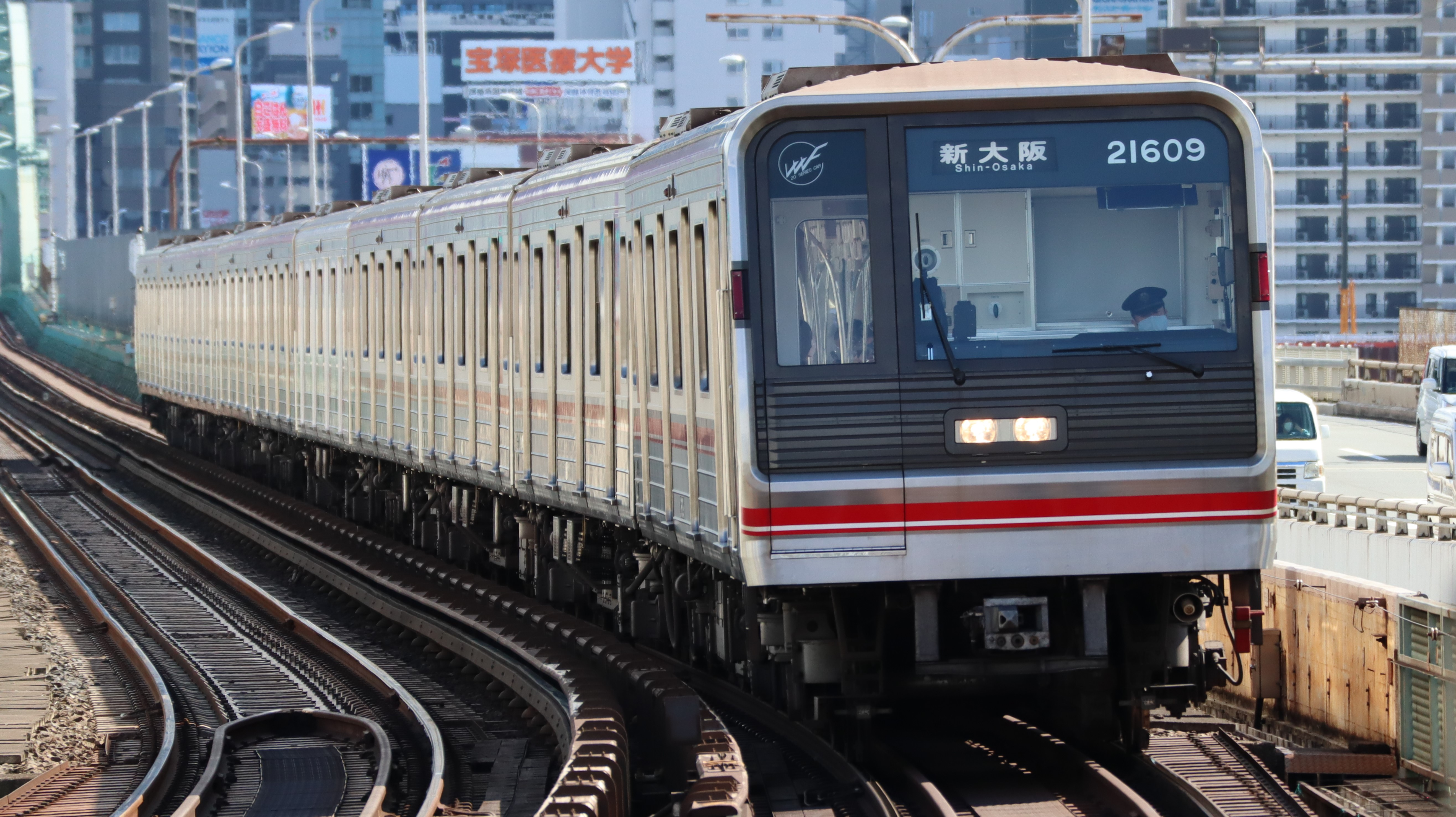
21系

#### 過去の乗り入れ車両
- 大阪市交通局→大阪市高速電気軌道 (Osaka Metro)
  - 30系（1970年 - 1993年）
  - 10系・10A系（1979年 - 2022年）

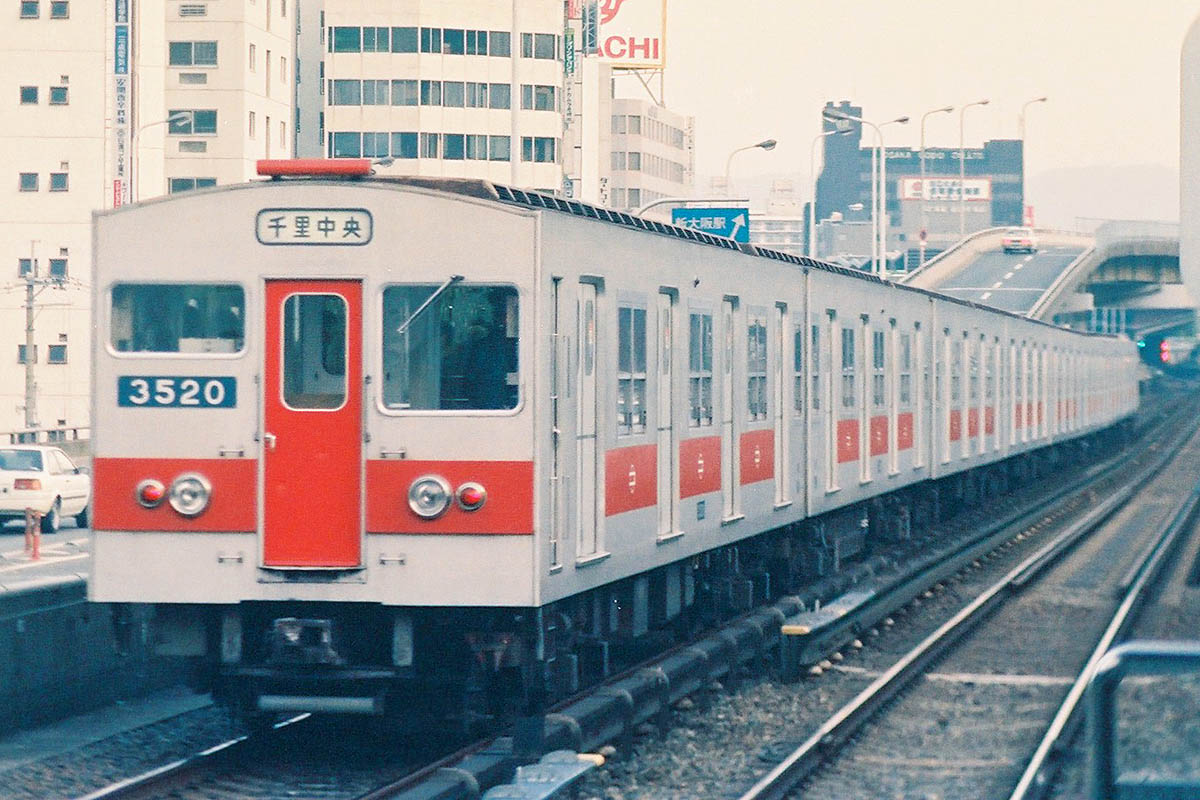
30系
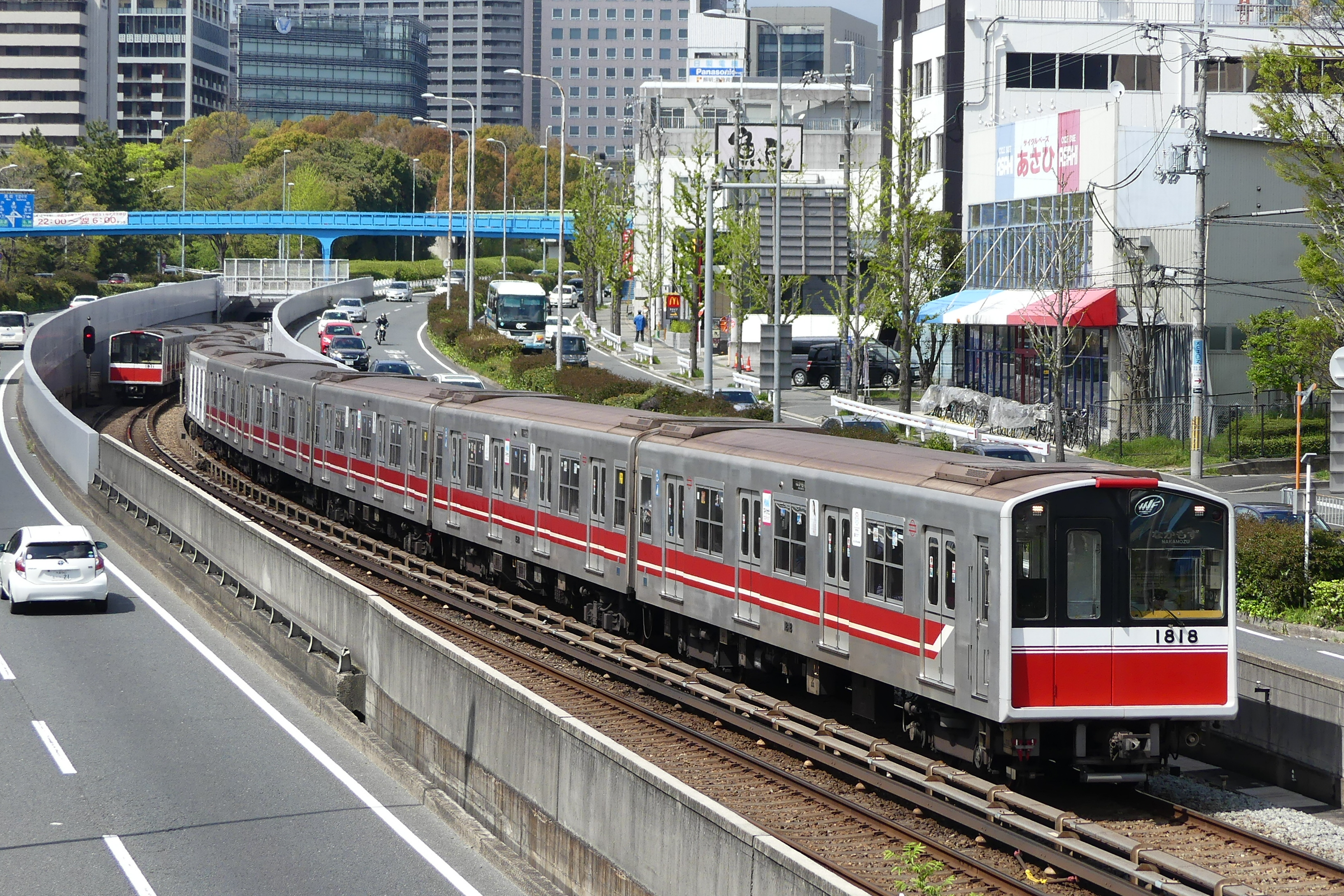
10A系

## 運賃
大人普通旅客運賃（小児半額・10円未満切り上げ）。2024年（令和6年）3月23日改定。単位：円。
| 区数 | 営業キロ   | 運賃       |
| ---- | ---------- | ---------- |
| 1区  | 2.0kmまで  | 100（160） |
| 2区  | 4.0kmまで  | 130（190） |
| 3区  | 6.0kmまで  | 140（200） |
| 4区  | 8.0kmまで  | 160（220） |
| 5区  | 10.0kmまで | 180（240） |

- （ ）は、延伸区間の箕面船場阪大前駅または箕面萱野駅を発着とする区間に適用される加算運賃60円を含む運賃。加算運賃を含まない4区・5区運賃の適用区間は存在しない。
- 対距離区間制運賃[25]であり、2 kmにつき1区となる（2025年現在、全ての駅相互間で、駅数と区数が同じになっている）。

### 乗継割引
江坂駅で、北大阪急行の各駅（箕面萱野駅 - 緑地公園駅）と、Osaka Metroの1区（大人190円区間／東三国駅・新大阪駅）の相互間を乗り継ぐときは、大人運賃で合計額から40円が割引される（小児半額）。
2025年1月18日までの乗継割引は、北大阪急行の1区（緑地公園駅）・2区（桃山台駅）と、Osaka Metroの1区（東三国駅・新大阪駅）の相互間が対象で、割引額は大人20円（小児半額）であった。2025年1月19日のOsaka Metro中央線のコスモスクエア - 夢洲延伸に合わせて割引対象区間と割引額が拡大され、箕面萱野駅 - 千里中央駅については40円の割引新設、桃山台駅・緑地公園駅については20円の割引拡大となった。

### 大人普通旅客運賃の変遷
開業時からの大人普通旅客運賃は次のとおり。単位：円。
| 実施日＼区数   | 1区       | 2区       | 3区       | 4区       | 5区       | 備考                        |
| -------------- | --------- | --------- | --------- | --------- | --------- | --------------------------- |
| 実施日＼区数   | -2.0km    | -4.0km    | -6.0km    | -8.0km    | -10.0km   | 備考                        |
| 1970年2月24日  | 30        | 40        | 50        | 60        | 70        | 開業                        |
| 1970年9月14日  | 30        | 40        | 50        | -         | -         | 会場線廃止                  |
| 1974年5月7日   | 40        | 60        | 70        | -         | -         |                             |
| 1986年12月24日 | 50        | 70        | 90        | -         | -         |                             |
| 1989年4月1日   | 60        | 80        | 110       | -         | -         | 消費税導入（税率3%）        |
| 1995年3月1日   | 80        | 100       | 120       | -         | -         |                             |
| 1997年4月1日   | 80        | 110       | 120       | -         | -         | 消費税率引き上げ（税率5%）  |
| 2014年4月1日   | 90        | 110       | 120       | -         | -         | 消費税率引き上げ（税率8%）  |
| 2017年4月1日   | 100       | 120       | 140       | -         | -         |                             |
| 2019年10月1日  | 100       | 130       | 140       | -         | -         | 消費税率引き上げ（税率10%） |
| 2024年3月23日  | 100 (160) | 130 (190) | 140 (200) | 160 (220) | 180 (240) | 南北線延伸開業              |

- 1970年2月24日の開業時は、4区運賃の適用区間は存在しなかった（緑地公園駅が未開業であったため）。
- （ ）は延伸区間に掛かる加算運賃を含む額。

開業当時の初乗り運賃30円は、他社局と同程度（阪急電鉄や大阪市営地下鉄と同額）であった。しかし、運賃改定の頻度と値上げ幅が少なかったことから、その後は他社局との差が大きくなっている。
低廉な運賃体系は、地下鉄御堂筋線との相互直通運転が行われることから輸送人員が非常に多くかつ2社間をまたいで乗車する利用客が非常に多いこと、両路線をまたいで利用すると2社の運賃がそれぞれ必要となることから割高感を抑えていることおよび、徹底した合理化が行われていることなどにより実現しているが、開業時から万国博閉幕後の運営について考慮された結果、建設費の償還を期間中にできるだけ進めるという目論見がなされ、実際には想定以上の結果（運賃収入）を得られたことも大きな理由である。
2014年（平成26年）3月31日までの1区運賃の大人80円は当時、日本国内の鉄道でもっとも低額の運賃であった。2016年（平成28年）12月16日、安全関係への投資などを理由に、1区・2区運賃を10円、3区運賃を20円値上げする旨の発表を行った。値上げ実施日は2017年4月1日。実施後の初乗り運賃は100円となり若桜鉄道や岡山電気軌道などと並んだ。2024年3月の箕面萱野駅までの延伸開業の際も、それに伴う値上げは行わないことを明らかにしていた。

### 乗車カード
磁気カードの導入は1989年10月に回数券カードとして「KITA Q CARD」が発売されたのが最初で、自社線内だけでなく大阪市営地下鉄との連絡回数券も発売された。
1996年3月20日よりスルッとKANSAIが導入され、北大阪急行電鉄ではこれに対応するプリペイドカードとして「レジオンカード」を発売していたが、2017年3月31日で発売を終了した。カード裏面の利用履歴に印字される会社符号はKEであった。関西のほどんどの鉄軌道事業者が西日本旅客鉄道（JR西日本）主導のICカード「ICOCA」を発売し、それに移行する中、2017年4月1日からは阪急・阪神・能勢電鉄・北大阪急行電鉄のみで利用できる磁気プリペイドカード「阪急 阪神 能勢 北急レールウェイカード」を発売していたが、2019年2月28日に発売を終了し、同年9月30日でレールウェイカードのほか、スルッとKANSAI時代から続いていた全ての磁気プリペイドカードの自動改札機での利用も終了した。なお、かつては自社で発行していたが、2000年から阪急電鉄による発行となった。
なお、千里中央駅構内の売店では阪急電鉄の「ラガールカード」を購入することができた。
2006年（平成18年）2月1日より、ICカード乗車券としてポストペイ式の「PiTaPa」を導入し、同時にJR西日本のプリペイド式IC乗車カード「ICOCA」が、2013年（平成25年）3月23日には交通系ICカード全国相互利用サービスへの対応を開始し、Suica、PASMOなども利用できるようになっている。2019年3月1日より、北大阪急行電鉄においてもプリペイド式IC乗車カードの「ICOCA」、および「ICOCA定期券」の発売を開始した。

## 施設
阪急電鉄西宮北口駅今津南線ホームの高架化工事においては、北大阪急行電鉄が国土交通省の鉄道駅総合改善事業における補助金を受けられる第三セクターであることから事業主体となった。

## その他
- 公衆無線LANは、江坂駅をのぞく全3駅に設置されている[37]。利用できる無線LANは「阪神電気鉄道#公衆無線LAN」を参照。
- 自動券売機は開業当初より高見沢サイバネティックス製が設置されている。当時万国博中央口駅で使用されていたものが公衆浴場で利用された後、高見沢サイバネティックスに引き取られ、保存されている。また現在でも作動する状態となっており、2011年に機械遺産に認定されている[38]。
- 2017年（平成29年）から江坂駅を除く全駅にホームドアが設置されている。江坂駅にも2020年（令和2年）に設置された。